# Melnítxnaia
Melnítxnaia (en rus: Мельничная) és un poble de l'óblast de Sverdlovsk, a Rússia, segons el cens del 2010 tenia 74 habitants.